# Шон Меріон
Шон Двейн Меріон (англ. Shawn Dwayne Marion, нар. 7 травня 1978, Вокіган, Іллінойс, США) — американський професіональний баскетболіст, що грав на позиціях легкого форварда і важкого форварда за низку команд НБА. Гравець національної збірної США. Чемпіон НБА. Відомий за нетипову техніку виконання кидка.

## Ігрова кар'єра

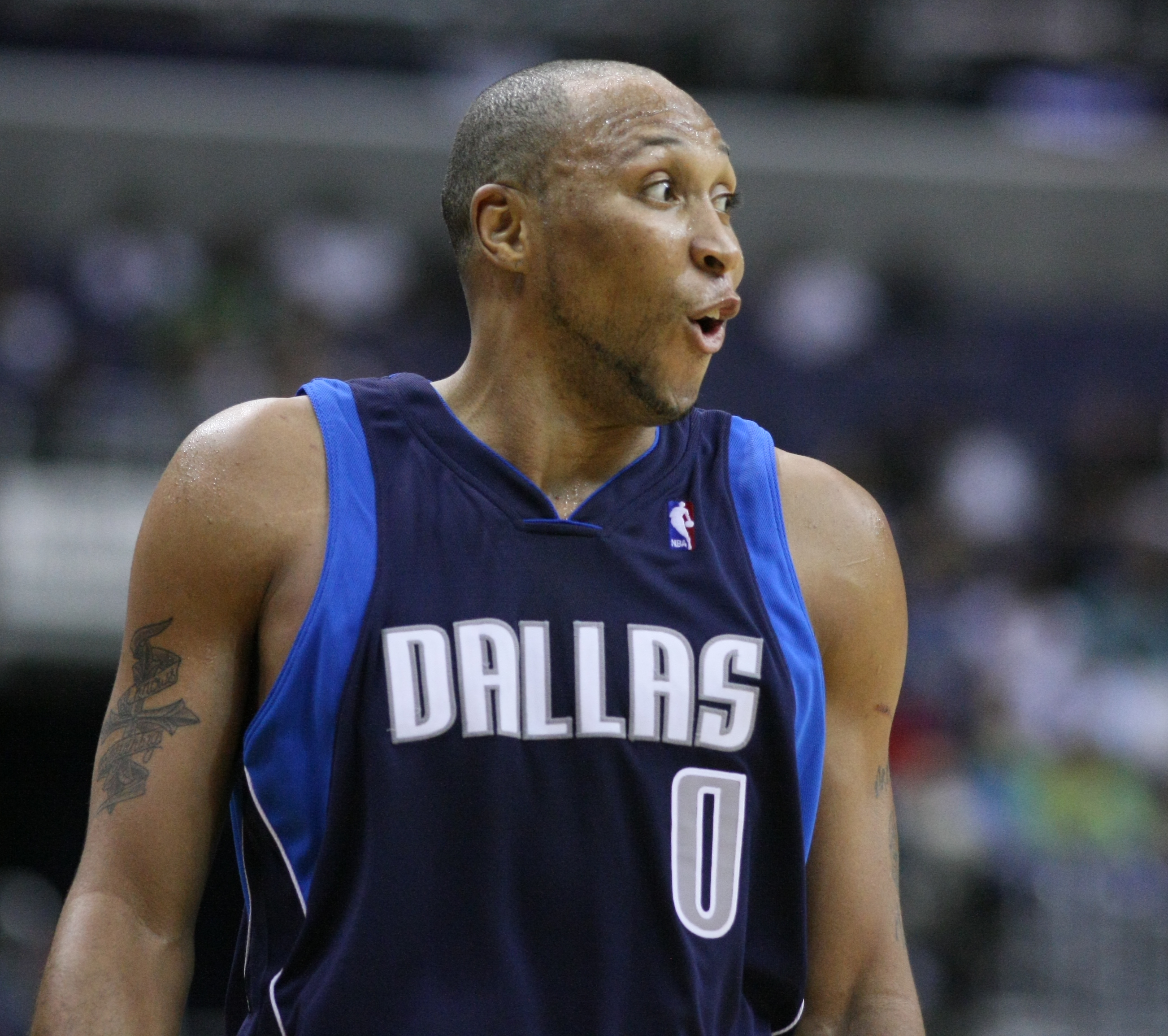
Меріон у складі «Далласа», 2009

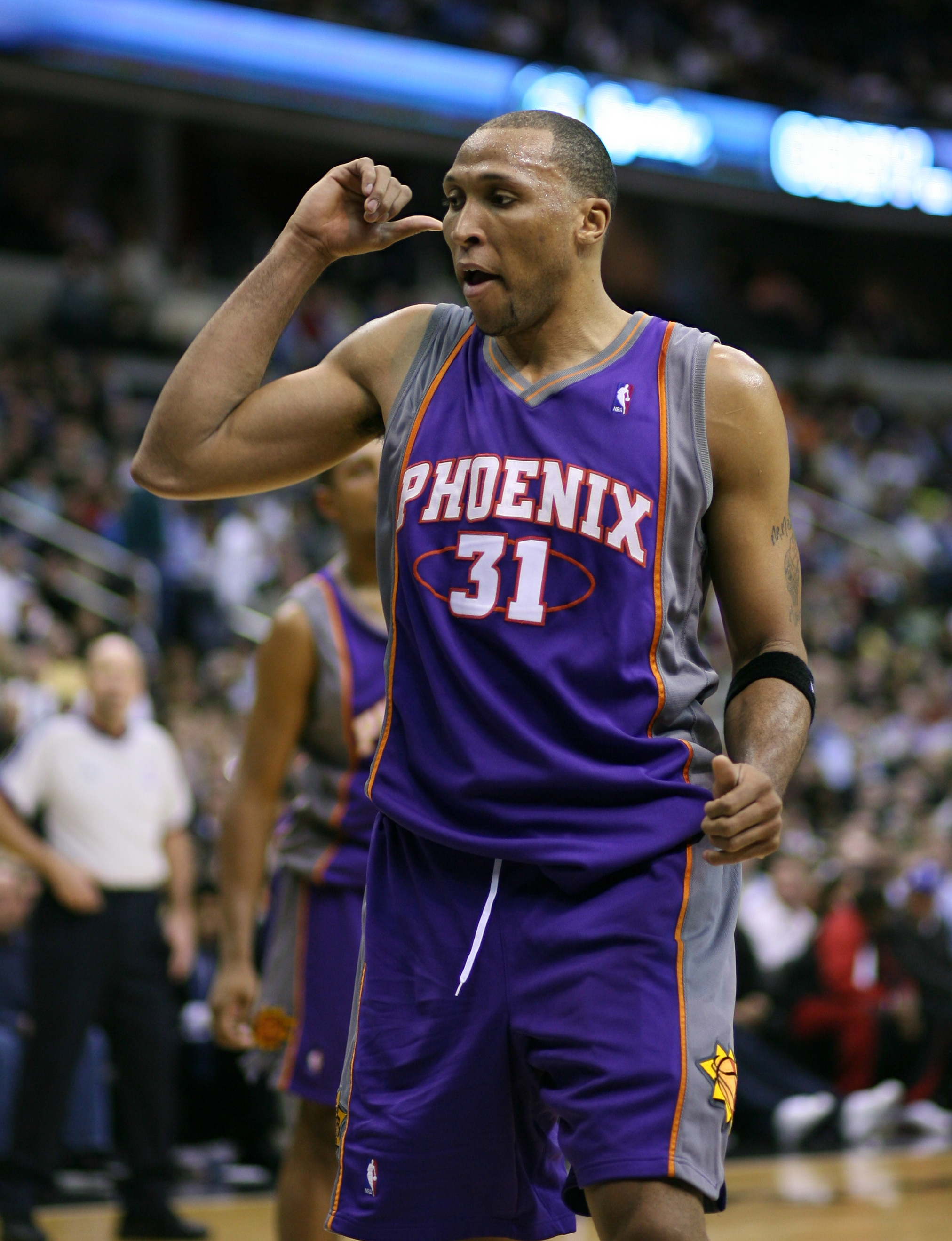
Меріон у складі «Фінікса», 2007

На університетському рівні грав за команду УНЛВ (1998–1999).
1999 року був обраний у першому раунді драфту НБА під загальним 9-м номером командою «Фінікс Санз». Захищав кольори команди з Фінікса протягом наступних 9 сезонів. У своєму дебютному сезоні в лізі отримав травму та пропустив 31 матч з грудня по лютий, однак це не завадило йому бути включеним до другої збірної новачків. В наступному сезоні набирав 17,3 очок за матч та зіграв у матчі новачків на зірковому вікенді. Він покращив свою результативність до 19,1 очок за матч у сезоні 2001-2002 та до 21,2 очок — у 2002-2003. 2003 року вперше взяв участь у матчі всіх зірок НБА.
У сезоні 2003-2004 набирав 19 очок та 9,3 підбирань. Був лідером НБА за перехопленнями (167) та став другим гравцем в історії після Кевіна Гарнетта, кому вдалось потрапити до топ-30 ліги за п'ятьма показниками — результативністю, підбираннями, перехопленнями, блок-шотами та ігровим часом. У міжсезоння приєднався до збірної США та завоював бронзову медаль у її складі на Олімпійських іграх 2004.
У сезоні 2004-2005 набирав в середньому 19,4 очок за гру та вдруге був запрошений на матч всіх зірок. У наступному сезоні набирав 19,4 очок за гру та став другим гравцем в історії після Девіа Робінсона, який потрапив до топ-5 ліги за кількістю перехоплень та підбирань у одному сезоні.
У сезоні 2005-2006 набирав 21,8 очок за гру та був визнаний найкращим баскетболістом місяця Західної конференції. Взимку знову був запрошений до складу команди Західної конференції на матч всіх зірок. Став першим гравцем в історії НБА, який потрапив до топ-5 ліги за кількістю перехоплень та підбирань у двох сезонах поспіль. 22 лютого 2006 року провів найрезультативніший матч у кар'єрі, набравши 44 очки проти «Бостон Селтікс». Згодом став другим гравцем в історії франшизи після Чарльза Барклі, який набрав мінімум 30 очок та 15 підбирань у трьох матчах поспіль. 25 лютого у матчі проти «Шарлотт Бобкетс» зробив 24 підбирання, що стало його рекордом.
Сезон 2006-2007 закінчив як гравець з найбільшою кількістю перехоплень у лізі (156). 31 жовтня 2006 року в матчі проти «Лос-Анджелес Лейкерс» забив своє 10,000-не очко. Взимку вчетверте та востаннє був запрошений на матч усіх зірок НБА.
9 листопада 2007 року в матчі проти «Маямі Гіт» повторив своє досягнення з 24-х підбирань.
У лютому 2008 року разом з Маркусом Бенксом перейшов до складу «Маямі Гіт» в обмін на Шакіла О'Ніла. Через рік, у лютому 2009 року з Бенксом був обміняний до «Торонто Репторз» на Джермейна О'Ніла та Джамаріо Муна.
Наступною командою в кар'єрі гравця була «Даллас Маверікс», за яку він відіграв 5 сезонів. 2011 року допоміг команді стати чемпіоном НБА, перемігши у фіналі «Маямі» в шести матчах. Протягом того сезону приєднався до Хакіма Оладжувона, Карла Мелоуна, Кевіна Гарнетта та Джуліуса Ірвінга як до гравців, які мають 1,500 перехоплень та 1,000 блокувань у кар'єрі.
8 грудня 2012 року в матчі проти «Фінікса» набрав своє 16,000-не очко. 27 січня 2013 року проти того ж Фінікса провів свій 1,000-й матч у кар'єрі. 3 січня 2014 року в матчі проти «Лос-Анджелес Кліпперс» здобув своє 17,000-не кар'єрне очко.
Останньою ж командою в кар'єрі гравця стала «Клівленд Кавальєрс», до складу якої він приєднався 2014 року і за яку відіграв один сезон.

## Статистика виступів в НБА
| † | Позначає сезон, в якому Шон Меріон ставав чемпіоном НБА |

### Регулярний сезон
| Сезон              | Команда              | GP    | GS    | MPG  | FG%  | 3P%  | FT%  | RPG  | APG | SPG | BPG | PPG  |
| ------------------ | -------------------- | ----- | ----- | ---- | ---- | ---- | ---- | ---- | --- | --- | --- | ---- |
| 1999–00            | «Фінікс Санз»        | 51    | 38    | 24.7 | .471 | .182 | .847 | 6.5  | 1.4 | .7  | 1.0 | 10.2 |
| 2000–01            | «Фінікс Санз»        | 79    | 79    | 36.2 | .480 | .256 | .810 | 10.7 | 2.0 | 1.7 | 1.4 | 17.3 |
| 2001–02            | «Фінікс Санз»        | 81    | 81    | 38.4 | .469 | .393 | .845 | 9.9  | 2.0 | 1.8 | 1.1 | 19.1 |
| 2002–03            | «Фінікс Санз»        | 81    | 81    | 41.6 | .452 | .387 | .851 | 9.5  | 2.4 | 2.3 | 1.2 | 21.2 |
| 2003–04            | «Фінікс Санз»        | 79    | 79    | 40.7 | .440 | .340 | .851 | 9.3  | 2.7 | 2.1 | 1.3 | 19.0 |
| 2004–05            | «Фінікс Санз»        | 81    | 81    | 38.8 | .476 | .334 | .833 | 11.3 | 1.9 | 2.0 | 1.5 | 19.4 |
| 2005–06            | «Фінікс Санз»        | 81    | 81    | 40.3 | .525 | .331 | .809 | 11.8 | 1.8 | 2.0 | 1.7 | 21.8 |
| 2006–07            | «Фінікс Санз»        | 80    | 80    | 37.6 | .524 | .317 | .810 | 9.8  | 1.7 | 2.0 | 1.5 | 17.5 |
| 2007–08            | «Фінікс Санз»        | 47    | 47    | 36.4 | .526 | .347 | .713 | 9.9  | 2.1 | 2.0 | 1.5 | 15.8 |
| 2007–08            | «Маямі Гіт»          | 16    | 15    | 37.6 | .459 | .258 | .690 | 11.2 | 2.5 | 1.9 | .9  | 14.3 |
| 2008–09            | «Маямі Гіт»          | 42    | 41    | 36.1 | .482 | .200 | .788 | 8.7  | 1.8 | 1.4 | 1.1 | 12.0 |
| 2008–09            | «Торонто Репторз»    | 27    | 27    | 35.3 | .488 | .154 | .806 | 8.3  | 2.3 | 1.1 | .8  | 14.3 |
| 2009–10            | «Даллас Маверікс»    | 75    | 75    | 31.8 | .508 | .158 | .755 | 6.4  | 1.4 | .9  | .8  | 12.0 |
| 2010–11†           | «Даллас Маверікс»    | 80    | 27    | 28.2 | .520 | .152 | .768 | 6.9  | 1.4 | .9  | .6  | 12.5 |
| 2011–12            | «Даллас Маверікс»    | 63    | 63    | 30.5 | .446 | .294 | .796 | 7.4  | 2.1 | 1.1 | .6  | 10.6 |
| 2012–13            | «Даллас Маверікс»    | 67    | 67    | 30.0 | .514 | .315 | .782 | 7.8  | 2.4 | 1.1 | .7  | 12.0 |
| 2013–14            | «Даллас Маверікс»    | 76    | 76    | 31.7 | .482 | .358 | .785 | 6.5  | 1.6 | 1.2 | .5  | 10.4 |
| 2014–15            | «Клівленд Кавальєрс» | 57    | 24    | 19.3 | .446 | .261 | .765 | 3.5  | .9  | .5  | .5  | 4.8  |
| Усього за кар'єру  | Усього за кар'єру    | 1,163 | 1,062 | 34.5 | .484 | .331 | .810 | 8.7  | 1.9 | 1.5 | 1.1 | 15.2 |
| В іграх усіх зірок | В іграх усіх зірок   | 4     | 0     | 19.5 | .575 | .000 | .500 | 6.5  | 3.0 | 1.5 | .5  | 12.5 |

### Плей-оф
| Сезон             | Команда              | GP  | GS  | MPG  | FG%  | 3P%   | FT%  | RPG  | APG | SPG | BPG | PPG  |
| ----------------- | -------------------- | --- | --- | ---- | ---- | ----- | ---- | ---- | --- | --- | --- | ---- |
| 2000              | «Фінікс Санз»        | 9   | 9   | 31.2 | .419 | .167  | .818 | 8.8  | .8  | .7  | 1.6 | 9.1  |
| 2001              | «Фінікс Санз»        | 4   | 4   | 34.8 | .371 | 1.000 | .857 | 8.3  | .8  | 1.5 | 1.5 | 14.8 |
| 2003              | «Фінікс Санз»        | 6   | 6   | 47.0 | .374 | .321  | .846 | 11.7 | 2.0 | 1.8 | 1.8 | 18.5 |
| 2005              | «Фінікс Санз»        | 15  | 15  | 42.3 | .484 | .419  | .769 | 11.8 | 1.5 | 1.4 | 1.7 | 17.6 |
| 2006              | «Фінікс Санз»        | 20  | 20  | 42.5 | .489 | .314  | .881 | 11.7 | 1.6 | 1.9 | 1.2 | 20.4 |
| 2007              | «Фінікс Санз»        | 11  | 11  | 41.4 | .500 | .353  | .667 | 10.4 | 1.2 | 1.5 | 1.7 | 16.9 |
| 2010              | «Даллас Маверікс»    | 6   | 6   | 24.7 | .407 | .000  | .800 | 4.2  | 1.0 | .2  | .5  | 8.7  |
| 2011†             | «Даллас Маверікс»    | 21  | 21  | 32.9 | .467 | .000  | .851 | 6.3  | 2.1 | 1.0 | .9  | 11.9 |
| 2012              | «Даллас Маверікс»    | 4   | 4   | 35.0 | .425 | .286  | .900 | 8.0  | 1.0 | .3  | 1.3 | 11.8 |
| 2014              | «Даллас Маверікс»    | 7   | 7   | 27.6 | .407 | .222  | .636 | 5.3  | 1.9 | .9  | .1  | 8.4  |
| 2015              | «Клівленд Кавальєрс» | 6   | 0   | 4.2  | .167 | .000  | .000 | 1.0  | .2  | .3  | .0  | .3   |
| Усього за кар'єру | Усього за кар'єру    | 109 | 103 | 35.2 | .456 | .318  | .814 | 8.6  | 1.4 | 1.2 | 1.2 | 13.9 |